# Pulau Siabusabeu
Pulau Siabusabeu är en ö i Indonesien.   Den ligger i provinsen Sumatera Barat, i den västra delen av landet, 900 km nordväst om huvudstaden Jakarta. Arean är 1,1 kvadratkilometer.
Terrängen på Pulau Siabusabeu är mycket platt. Öns högsta punkt är 14 meter över havet. Den sträcker sig 1,6 kilometer i nord-sydlig riktning, och 1,1 kilometer i öst-västlig riktning.  I omgivningarna runt Pulau Siabusabeu växer i huvudsak städsegrön lövskog.